# Parc national de Con Dao
Le parc national de Côn Dao est une réserve naturelle située dans l'archipel de Côn Đảo (vietnamien : Côn Đảo ; ou Poulo Condore du temps de l'Indochine française), province de Bà Rịa-Vũng Tàu, Sud Viêt Nam. Le parc inclut une partie de l'île et de la mer environnante.

## Biodiversité
Il est caractérisé par un écosystème diversifié. On y trouve de nombreuses espèces de coraux et surtout de tortues marines.

## Histoire
Le parc a été créé en 1993.
En 2006, une délégation de représentants de l'UNESCO au Viêt Nam est venue examiner les lieux et en a conclu que ce parc méritait l'inscription au patrimoine naturel et culturel du monde. Le gouvernement vietnamien prépare les documents nécessaires pour les soumettre prochainement à l'UNESCO[réf. nécessaire]. 
Un projet controversé de route pavée a été proposé par le gouvernement local, mais a été finalement rejeté par le gouvernement à la suite des vives protestation des activistes pour l'environnement[réf. nécessaire].
Le parc est désigné site Ramsar depuis le 18 juin 2013.